# Alloplasta kuslitzkii
Alloplasta kuslitzkii là một loài tò vò trong họ Ichneumonidae.